# Campinense Clube
A Campinense Clube, röviden Campinense, egy labdarúgócsapat a brazíliai Campina Grande városából. A Paraibano állami bajnokságnak, valamint az országos bajnokság negyedik vonalának tagja.

## Története
Campina Grande szórakozási lehetőségei elég szűkösek voltak az évszázad elején, így 1915. április 12-én 29 fiatalember, úgy döntött, hogy táncklubot hoz létre, melynek a Campinense Clube nevet adták.
1917-ben Arnaldo Albuquerque, a klub elnöke létrehozott egy labdarúgó szakosztályt az egyesületen belül, ahol amatőr szinten játszottak a városi diákok. Első hivatalos mérkőzésük 1919 júniusában, a helyi América ellen 1-0 arányban megnyert találkozó volt.

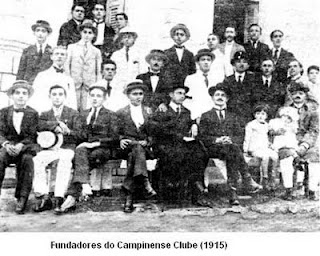
Az alapító tagok 1915-ben

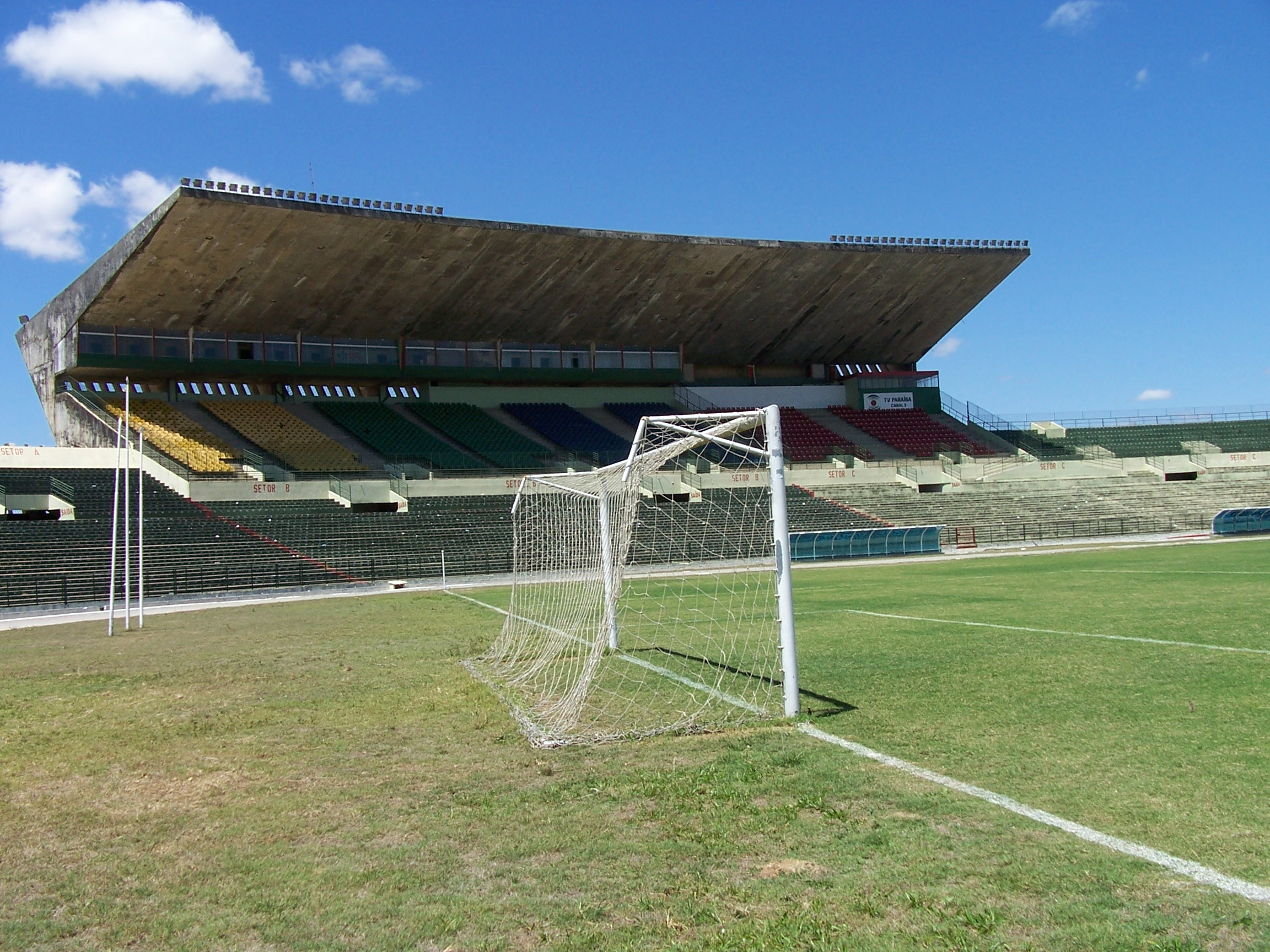
Estádio Governador Ernani Sátyro (Amigão)

### Az alapító tagok névsora
1. Acácio Figueiredo
2. Adauto Belo
3. Adauto Melo
4. Alberto Saldanha
5. Alexandrino Melo
6. Antônio Cavalcanti
7. Antônio Lima
8. Arnaldo Albuquerque (az egyesület első elnöke)
9. Basílio Agustinho de Araújo
10. César Ribeiro
11. Dino Belo
12. Elias Montenegro
13. Gilberto Leite
14. Gumercindo Leite
15. Horácio Cavalcanti
16. João Honório
17. José Amorim
18. José Aranha
19. José Câmara
20. Luis Soares
21. Manoel Colaço
22. Martiniano Lins
23. Nhô Campos
24. Sebastião Capiba
25. Severino Capiba
26. Sindô Ribeiro
27. Tertuliano Souto
28. Valdemar Candeia
29. José Pereira

## Sikerlista

### Állami
- 20-szoros Paraíba bajnok: 1960, 1961, 1962, 1963, 1964, 1965, 1967, 1971, 1972, 1973, 1974, 1979, 1980, 1991, 1993, 2004, 2008, 2012, 2015, 2016

### Nemzetközi

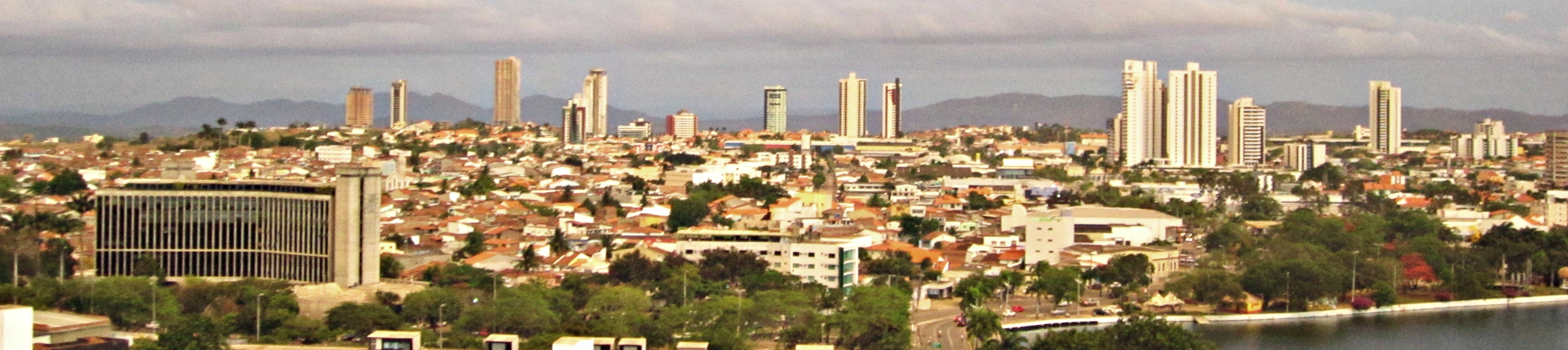
Campina Grande